# Donato Renato Mosella
Donato Renato Mosella (Porto Alegre, 13 febbraio 1957) è un politico italiano.

## Biografia

### Elezione a deputato
Tra i fondatori del movimento "Centocittà" e poi dei Democratici, nel 2001 è eletto deputato per la Margherita. Riconfermato nella XV legislatura, alle elezioni politiche del 2008 venne rieletto deputato nella XVI legislatura della Repubblica Italiana per la circoscrizione XIX Campania per il Partito Democratico.